# G. Albert Lansburgh
Gustave Albert Lansburgh (7 janvier 1876 - avril 1969) est un architecte américain largement connu pour son travail sur les cinémas et théâtres de luxe. Il est le principal architecte des grandes salles de théâtres de la côte ouest de 1900 à 1930.

## Biographie
Gustave Albert Lansburgh est né au Panama et a grandi à San Francisco. Après avoir été diplômé du Boys High School de 1894, Lansburgh s'est inscrit à l'Université de Californie à Berkeley. Pendant ses études, il travaille à temps partiel dans les bureaux de l'architecte de San Francisco Bernard Maybeck . Après ses études, il s'installe à Paris, où en 1901, il est inscrit à l'École des Beaux-Arts, obtenant un diplôme en mars 1906.
Lansburgh retourne dans la Baie de San Francisco en mai 1906, un mois après le tremblement de terre de San Francisco et les incendies qui s'ensuivirent. D'abord en partenariat avec Bernard Julius Joseph pendant deux ans, puis dans son propre cabinet, Lansburgh conçoit de nombreux bâtiments dans la ville en réfection. Parmi ses réalisations se trouvent quatre des sept succursales de la bibliothèque Carnegie : Mission (1915), Sunset (1918), North Beach (1921) et Presidio (1921) et son premier théâtre pour la chaîne Orpheum Theatre, basé à San Francisco.
Il est le père du réalisateur Larry Lansburgh.
Au cours de sa longue carrière par la suite, Lansburgh s'est fait connaître principalement en tant qu'architecte de théâtre, en concevant plus de 50 d'entre eux, dont beaucoup pour le circuit Orpheum et son successeur, RKO. Il a continué à concevoir d'autres bâtiments, y compris le Temple Sinaï d'Oakland en 1914.
Il a également collaboré avec les architectes locaux AM Edelman et John C. Austin sur le Shrine Auditorium à Los Angeles, et avec Arthur Brown Jr. sur le War Memorial Opera House (San Francisco). Bien que bon nombre des œuvres les plus connues de Lansburgh, dont El Capitan Theatre à Hollywood, se soient produites sur la côte ouest, son préféré aurait été le théâtre Al Hirschfeld (à l'origine le théâtre Martin Beck) à New York.[réf. nécessaire]

## Liste partielle des théâtres conçus
- Palace Theatre, centre-ville de Los Angeles, 1911
- Orpheum Theatre (Nouvelle-Orléans), 1918
- Martin Beck Theatre, New York, 1924
- El Capitan Theatre, Hollywood, 1926 [4]
- Orpheum Theater, Centre-ville de Los Angeles, 1926
- Shrine Auditorium, Los Angeles, 1926
- Warner Hollywood Theatre,, Hollywood, 1928
- Wiltern Theatre, Los Angeles, 1931 [4]